# فرودگاه استیجاری گاتینو-اتاوا
فرودگاه انحصاری گاتینو-اتاوا (به انگلیسی: Gatineau-Ottawa Executive Airport) یک فرودگاه همگانی باربری در شهر گاتینو، کبک، کانادا با کد یاتا YND است که یک باند فرود آسفالت دارد و طول باند آن ۱۸۲۹ متر است. این فرودگاه در ارتفاع ۶۴ متری از سطح دریا واقع شده‌است.